# Пустовіт Олександр Віталійович
Олександр Віталійович Пустовіт (нар. 14 жовтня 1956, Київ) — культуролог, музикант, лектор. Кандидат фізико-математичних наук (1986). Лауреат Всеукраїнського конкурсу лекторів (1989). Автор підручників: «История европейской культуры. Введение в культурологию», «Этика и эстетика. Наследие Запада. История красоты и добра», «Введение в логику», монографії «Пушкин и западноевропейская философская традиция».

## Біографія
У 1973 році закінчив 71 середню школу у Києві. Був учнем видатного викладача математики Ростислава Івановича Шиманського. 1979 року закінчив Київський державний університет ім. Т. Г. Шевченка (теоретична фізика). Кандидат фізико-математичних наук. 1989 року закінчив Київську народну консерваторію (фортепіано) за класом Юрія Петровича Глущенка.
Лауреат Всеукраїнського конкурсу лекторів (1989). Концертував у складі фортепіанного дуету. Виступав із лекціями-концертами. З 1979 по 1992 рік працював в Інституті колоїдної хімії та хімії води АН УРСР (інженер, молодший науковий співробітник, науковий співробітник). З 1992 до 2016 року. викладав у київських школах та вишах курси вищої математики, музики, етики та естетики, логіки, історії європейської художньої культури.

## Інтерв'ю
- Інтерв'ю Олександра Пустовіта для радіостанції «Світле Радіо Еммануїл» [Архівовано 22 січня 2022 у Wayback Machine.][2]
- Інтерв'ю Олександра Пустовіта для проекту «The Virtuoso» [Архівовано 22 січня 2022 у Wayback Machine.][3]
- Інтерв'ю Олександра Пустовіта телеканалу «UKRLIFE.TV» [Архівовано 22 січня 2022 у Wayback Machine.][4]
- Інтерв'ю Олександра Пустовіта спільноти рекламістів «Jobscreators» [Архівовано 22 січня 2022 у Wayback Machine.][5]
- Інтерв'ю Олександра Пустовіта для фонду підтримки наукових теологічних досліджень «Теоэстетика» [Архівовано 22 січня 2022 у Wayback Machine.][6]